# Grandeza de España

Corona de grande de España. Es una corona ducal con bonete.

La grandeza de España es la máxima dignidad de la nobleza española en la jerarquía nobiliaria, pues está situada inmediatamente después de la de príncipe de Asturias y de la de infante de España.
Esta dignidad es otorgada por el rey. Por principio general se la concede al título nobiliario aunque puede otorgarse a título personal. Asimismo, en general, su concesión es igualmente hereditaria aunque, en forma excepcional, puede otorgarse de forma vitalicia a una persona en concreto. Los hijos de los infantes de España tienen la consideración de grandes y no heredan de sus progenitores ni el título de infante ni el tratamiento de alteza real. Es también la más alta dignidad de su clase de toda Europa, pues sus privilegios fueron mayores que los de otras figuras similares europeas, como los pares de Francia o los peers del Reino Unido.
Su origen se encuentra en la monarquía visigoda, aunque no fue hasta el reinado de Carlos I de España en el siglo XVI cuando comenzó a regularse y establecerse como es conocida hasta la actualidad.

## Historia

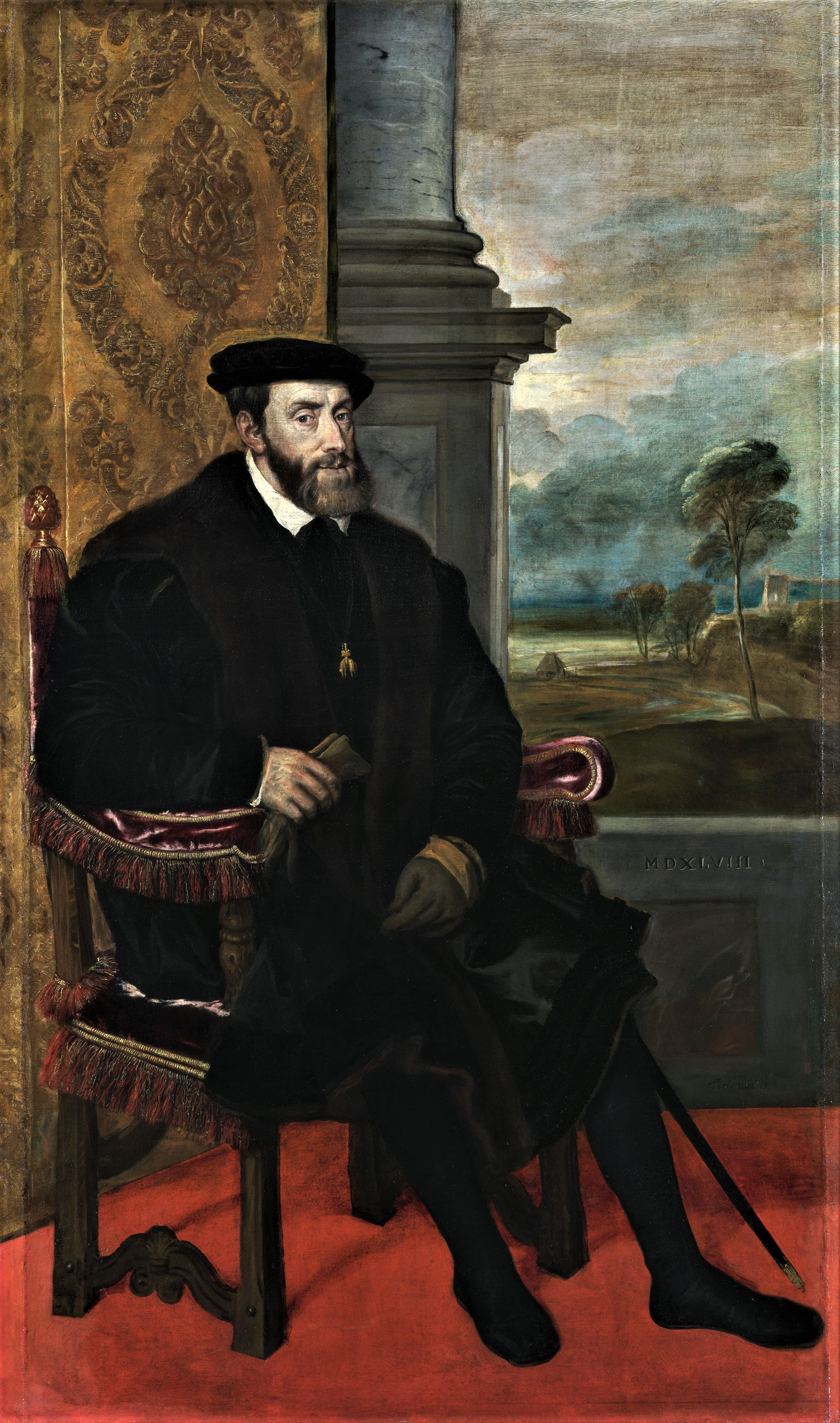
Retrato del rey Carlos I de España, a quien se considera creador de la Grandeza de España actual.

### Origen
La Grandeza de España tiene su origen tanto en la monarquía visigoda como en las sucesivas creadas para llevar a cabo la Reconquista, que distinguieron con honores y preeminencias sociales a diferentes personajes que representaron en su tiempo lo mismo que los grandes de España en la Edad Moderna.

### Ricohombres
A partir del siglo XII, cuando están perfilados los reinos hispano-cristianos, se comenzó a designar a los nobles de alta posición con el calificativo de ricohombres, hasta entonces conocidos como magnates en el Reino de León y en el Reino de Castilla, o barones en el Reino de Aragón y en el Reino de Navarra; estos nobles gozaron de numerosos privilegios: exenciones tributarias, jurisdicción de mixto imperio en sus dominios y servidumbre de vasallaje por infanzones o caballeros, entre otros.

### La nobleza nueva
El ascenso al trono de la Casa de Trastámara supuso una renovación de la nobleza. Tras la victoria de Enrique II de Castilla frente a Pedro I de Castilla en la batalla de Montiel (1369) y su posterior proclamación como rey de Castilla, recompensó a la nobleza que lo había apoyado con grandes señoríos y la posibilidad de crear sobre ellos los mayorazgos, dando lugar a la denominada «nobleza nueva».
Durante el reinado de Juan I de Castilla continuó en ascenso este tipo de privilegios, pero la llegada al trono de Enrique III de Castilla supuso un freno para la «señorialización», y durante los primeros años consiguió eliminar parte de esa nueva nobleza que había surgido con motivo de la guerra civil entre Pedro I y Enrique II, manteniéndose en el poder los linajes de Ponce de León, Dávila, Enríquez, Mendoza, Osorio, Manrique de Lara, Álvarez de Toledo, Fernández de Córdoba, Sandoval, Velasco, de la Cerda, Pimentel, Acuña, Arellano, Pacheco y de la Cueva, entre otros, que fueron los protagonistas de los avatares políticos de Castilla en el siglo XV.
Este freno convirtió a ese reducido grupo de linajes en la nobleza más alta del reino, encabezados por el hermano del rey, el infante don Fernando, principal magnate de Castilla en su tiempo. Estos ricohombres habían sido recompensados con el usufructo, y en ocasiones con la propiedad perpetua, de extensos dominios señoriales en los que ejercían poderes casi plenos, avalados por la antigüedad de sus familias y los servicios prestados a los reyes a lo largo de la historia, convirtiéndose en un grupo diferenciado del resto de la nobleza. En 1438, Juan II de Castilla autorizó a los grandes del Reino a poner solución a los sucesos que estaban ocurriendo en Castilla, protagonizados por el condestable Álvaro de Luna, que pretendió reforzar el gobierno monárquico luchando contra ciertos grupos de la nobleza.
Durante el reinado de su hijo Enrique IV de Castilla subieron al poder numerosas figuras que fueron ampliamente recompensadas por sus servicios, destacando entre todas su valido Beltrán de la Cueva, que llegó a ocupar el Maestrazgo de Santiago.
Su media hermana Isabel la Católica llevó a cabo una revisión de las mercedes concedidas por Enrique durante sus últimos años con el fin de sanear la hacienda real, y con ello redujo el número de nuevos privilegiados. También creó importantes señoríos sobre las cabezas de familias pertenecientes a los grandes linajes del reino, como los Mendoza o los Pimentel, que pasaron a formar parte de la grandeza.

### Grandeza de 1520
Hasta el siglo XVI, a los escasos poseedores de títulos nobiliarios, conocidos comúnmente como grandes del Reino, los monarcas les permitieron cubrirse ante ellos, costumbre que no cambió el rey Felipe I de Castilla "el Hermoso" a pesar de proceder de una corte con rígido protocolo.
Sin embargo, el origen de la Grandeza de España tal y como es conocida en la actualidad, tuvo lugar en los comienzos del reinado de Carlos I de España, quien dio gran importancia para la ceremonia y la etiqueta palatina a este estatus social. 
Tradicionalmente se considera que le otorgó reconocimiento legal, hecho que no puede afirmarse con seguridad puesto que no existe ningún decreto del rey creando la Grandeza de España, ni tampoco reglas escritas sobre su tratamiento.

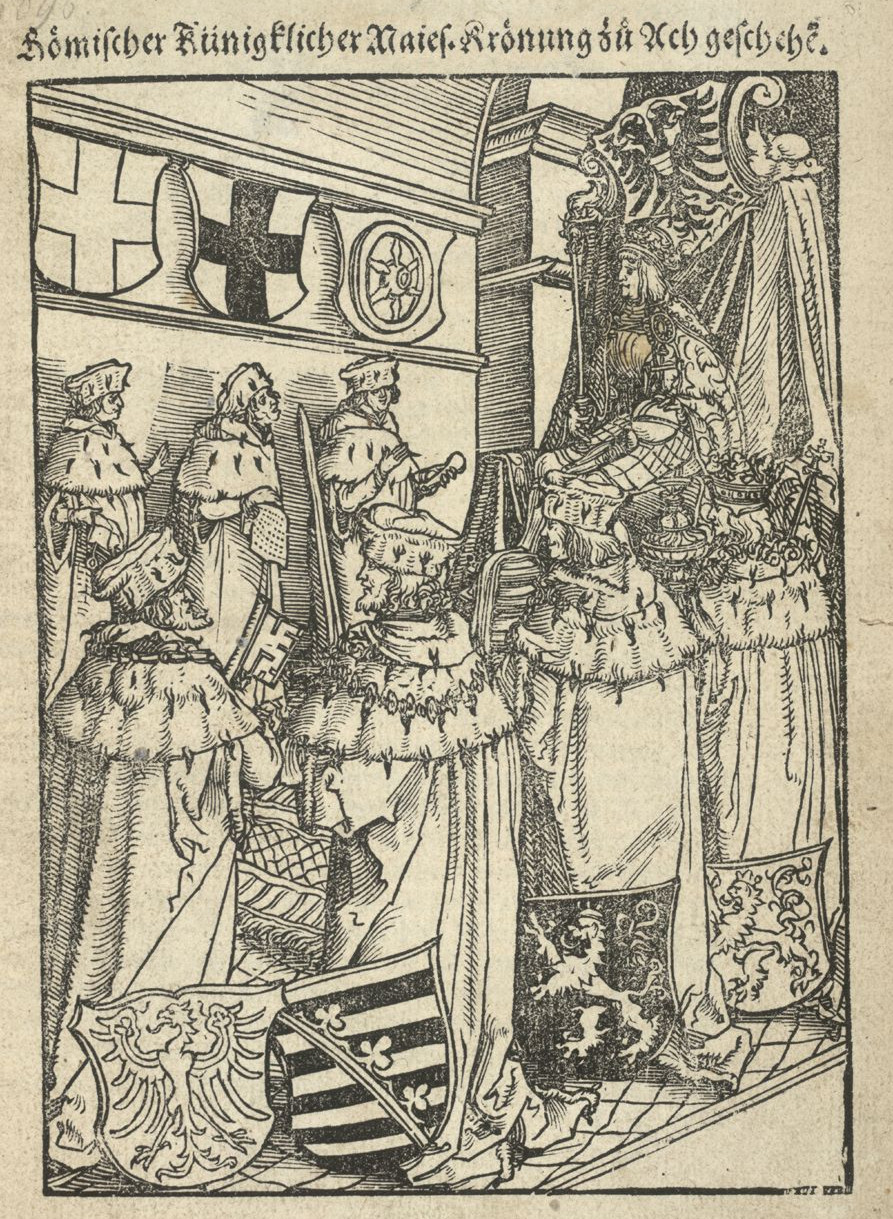
Grabado que representa la coronación de Carlos V como emperador del Sacro Imperio Romano Germánico en la catedral de Aquisgrán (Alemania) en 1520.

Así, la Grandeza de España fue creada en 1520, año en que fue coronado en Aquisgrán como emperador del Sacro Imperio Romano Germánico, y año de la guerra de las Comunidades de Castilla contra su persona, defendida en gran medida por los que después se consideraron pertenecían a la Grandeza de 1520, conocida comúnmente como Grandeza de Inmemorial o Grandeza de Primera Clase. 
Alonso Carrillo apunta que esta distinción hecha por el emperador fue la recompensa a la nobleza que estuvo a su lado durante la guerra. Lo cierto es que cuando llegó a España con su corte flamenca, la nobleza castellana continuó ejerciendo su derecho tradicional de mostrarse cubiertos ante el rey, costumbre que fue considerada por los flamencos como soberbia, pues ellos sí se descubrían en su presencia. Tanto les molestó el hecho que le replicaron no les permitiese permanecer cubiertos en las ceremonias. El rey informó de ello a los castellanos, y les solicitó que se descubriesen, y que a su regreso a España él mismo los mandaría cubrir; en un primer momento no cumplió su promesa, pero al ver el peligro que corría por mermar privilegios a un sector político tan importante, finalmente accedió, convirtiéndolo en merced y otorgándolo solo a unos pocos.
Por no existir documentación oficial sobre el nombramiento de los grandes de España de 1520, no existe acuerdo unánime a la hora de enumerar las casas, títulos o familias que integraron esta lista, aunque la propuesta de veinticinco que hizo Francisco Fernández de Bethencourt a principios del siglo XX es la más extendida y aceptada. Dentro de este listado estarían integradas las siguientes casas y títulos: 
- Casa de Pacheco, representada por el marqués de Villena y duque de Escalona
- Casa de Téllez-Girón, con el conde de Ureña[13]
- Casa de Aragón, con los duques de Segorbe y Villahermosa
- Casa de Borja, con el duque de Gandía
- Casa de Folch de Cardona, con el duque de Cardona
- Casa de Castro, con el conde de Lemos
- Casa de la Cerda, con el duque de Medinaceli
- Casa de Córdoba, con el marqués de Priego y el conde de Cabra
- Casa de la Cueva, con el duque de Alburquerque
- Casa de Enríquez, con el almirante de Castilla, conde de Melgar[14]
- Casa de Guzmán, con el duque de Medina Sidonia
- Casa de Manrique de Lara, con el duque de Nájera y el marqués de Aguilar de Campoo
- Casa de Mendoza, con el duque del Infantado
- Casa de Navarra, con el condestable de Navarra y conde de Lerín
- Casa de Osorio, con el marqués de Astorga
- Casa de Pimentel, con el conde-duque de Benavente
- Casa de Ponce de León, con el duque de Arcos
- Casa de Sandoval, con el marqués de Denia[15]
- Casa de Álvarez de Toledo, con el duque de Alba de Tormes
- Casa de Velasco, con el condestable de Castilla y duque de Frías
- Casa de Zúñiga, con el duque de Béjar y el conde de Miranda del Castañar[16]

A pesar de que este reducido grupo es considerado la primera Grandeza de España, no fue ni la primera, ni tampoco de España, pues hasta el año 1812 los grandes lo fueron únicamente de Castilla, y no es hasta entonces cuando lo son de España.
Un ejemplo de ello es la relación que hizo el cronista Prudencio de Sandoval de los asistentes a las Cortes de Castilla celebradas en Toledo el año 1538, a quienes tituló grandes de Castilla, y atribuyó esta dignidad a títulos que ni siquiera en la actualidad poseen Grandeza de España, como es el caso del Marquesado de Cuéllar, y además se la atribuyó a personas sin título nobiliario. No obstante, esta lista resulta incompleta al hallarse ausentes de la corte algunos grandes como el marqués de Aguilar de Campoo, por aquel tiempo embajador en Roma.
En el siglo XVII, Alonso Carrillo en su obra también los denominó grandes de Castilla.
Estas Grandezas de 1520 no fueron las únicas otorgadas por Carlos I durante su reinado, puesto que hasta la muerte del emperador, fueron hasta cincuenta las personas que obtuvieron esta dignidad, repartidas entre treinta y tres españoles, catorce italianos, tres flamencos y un indiano.

### SiglosXVIIaXX
En los siglos XVII y XVIII varios títulos nobiliarios más fueron recibiendo el alto honor que representaba la Grandeza de España, tales como el conde-duque de Olivares, el marquesado de Velada, el conde de Oñate o el de conde de Fernán-Núñez.
Con el advenimiento de los Borbones al trono español, se otorgó la Grandeza de España a varios pares de Francia que ayudaron al rey Felipe V durante la guerra de sucesión española. 
En el siglo XIX dejó de diferenciarse entre los grandes de inmemorial o grandes de primera clase y el resto de los poseedores de esta dignidad, siendo asimismo en ese siglo en el que más aumentó el número de grandes de España, concediéndose esta elevada dignidad a diversas personalidades políticas y militares.
No obstante, se sigue considerando a los célebres veinticinco primeros como la cabeza del estamento nobiliario español, y aunque sus prerrogativas honoríficas sean hoy en día las mismas que las del resto de los grandes, su estimación como representantes de los más grandes y poderosos linajes de la Baja Edad Media continúa intacta.
El título de grande de España, como el resto de los títulos nobiliarios, estuvo abolido durante la Segunda República Española mediante el artículo 25 de la Constitución de la República Española de 1931.
La legislación nobiliaria se restauró en 1947 con la promulgación de la Ley de Sucesión en la Jefatura del Estado, en la que según su artículo 1, España se declara constituida en reino y en su artículo 2 establece: «La jefatura del Estado le corresponde al caudillo de España y de la Cruzada, generalísimo de los Ejércitos don Francisco Franco Bahamonde». Desde entonces, Francisco Franco se arrogó el derecho de reconocer y conceder títulos nobiliarios.
Los monarcas españoles han continuado concediendo, con mesura, esta alta distinción a destacadas personalidades de la nobleza y de la vida pública nacional, como por ejemplo, la concedida por Juan Carlos I al que fue presidente del Gobierno durante la transición a la democracia, Adolfo Suárez, junto con el título de duque.

### Actualidad
La Constitución española de 1978, en su artículo 62, reconoce al rey conceder honores y distinciones con arreglo a las leyes, al amparo del cual se desarrolla la vigente legislación española en materia de títulos nobiliarios.
Aunque la Grandeza de España es una dignidad que se asocia tradicionalmente al título de duque —que es el de mayor jerarquía— puede acompañar a los títulos de marqués, conde, vizconde, barón y señor, e incluso en algunas ocasiones puede concederse por sí misma, llamada grandeza personal, sin estar adscrita a un determinado título nobiliario. Existen siete personas con esta categoría.
En la actualidad hay 417 títulos nobiliarios que ostentan esta dignidad, aunque el número de grandes es menor, ya que varias Grandezas de España están en posesión de un mismo individuo (i.e., el duque de Alba, el de Osuna o el de Medinaceli, entre otros, poseen varios títulos con Grandeza).
Los hijos de los infantes en España, de acuerdo con la legislación vigente (Real Decreto 1368/1987), reciben como tratamiento y honores el de Grandes de España y no otros, indicación de la importancia reconocida a la Grandeza de España.

## Tipos de grandeza

### Privilegios y distinciones
Los grandes de España gozaron durante la historia de numerosos privilegios, los cuales fueron cayendo en desuso a partir del siglo XIX y especialmente tras la desaparición de la corte con la caída del rey Alfonso XIII en 1931. Por lo general, el monarca nombraba a un nuevo grande de España con el procedimiento de ordenarle que se pusiera el sombrero en su presencia:

Cubríos.

#### Tratamiento
Los grandes de España reciben por parte del rey el tratamiento de «excelentísimos señores», al igual que sus inmediatos sucesores, sus consortes legales y los cónyuges viudos mientras permanezcan en este estado, mientras que sus hijos no primogénitos reciben el de «ilustrísimos señores». Los caballeros grandes de España pueden «cubrirse» ante el rey, haciéndolo por primera vez en el acto denominado cobertura de grandes, por el que se convertían en grandes efectivos y las mujeres grandes de España por derecho propio y las esposas de los grandes de España se convertían en efectivas en el acto denominado la toma de almohada, que es como se denomina a la ceremonia de sentarse en presencia de la reina.
Gozaban además de varios importantes privilegios, que han caído en desuso, como ir a la guerra con categoría mínima de jefes y sueldo de generales, de no poder ser apresados más que por una cédula especial del rey, de tener entrada libre en palacio hasta la galería de retratos, dos estancias antes de la regia cámara y de recibir honores militares.

#### Capilla real
La Grandeza de España habilita a su titular a sentarse en un banco preferente en la capilla real.

#### Pasaporte diplomático

Manto heráldico sobre el que los grandes de España plasman su escudo de armas.

Ejemplo de un escudo de un grande de España, blasón primitivo perteneciente a los condes de Revillagigedo (G.E.)

Grandes armas de Louis de Rouvroy, duque de Saint-Simon (G.E.), escritor y diplomático francés. La Grandeza de España no solo fue concedida a ciudadanos o nobles españoles, en este ejemplo una persona de origen francés fue agraciado con dicha dignidad.

El último privilegio legal del que gozaron los grandes de España fue la posesión de pasaporte diplomático en sus viajes, privilegio suprimido en 1984. Poseían el pasaporte porque, en cierto modo y de forma histórica, eran altos representantes de la Corona de España. Este documento era similar al resto de pasaportes diplomáticos, a excepción de su preámbulo, en el que el ministro de Asuntos Exteriores, en nombre del rey, señalaba la concesión de transitar libremente por el país, pidiendo a los países extranjeros que no le pusiesen inconvenientes en sus viajes y lo ayudasen en lo que necesitase por corresponder al bien del servicio nacional.

### Símbolos de distinción

#### Corona y manto
Los grandes de España poseen el derecho a representar su escudo de armas sobre un manto.
Se trata de un arma de terciopelo, de color escarlata, forrado de armiños y recogido a ambos lados con dos lazos de cordones y borlas de oro. En su centro se dispone el escudo con sus armas, y los Grandes que no dispongan de la dignidad ducal y posean otro título nobiliario de menor rango, deben rematar el escudo con su respectiva corona, aunque el manto lo haga con la ducal. Esta corona consiste en un cerco de oro adornado de perlas y pedrería, realizado de ocho florones en forma de hojas de apio, levantadas, y cubierta de un bonete de terciopelo rojo rematado en un botón de oro. Sus armas están timbradas por la corona heráldica del título nobiliario de mayor rango. Si por ejemplo se trata de un conde y grande de España, timbrará sus armas con la corona condal que estarán sobre el manto de los grandes de España que tiene la corona ducal.
Dicho manto está únicamente reservado a reyes, príncipes y grandes.

## La Diputación Permanente y Consejo de la Grandeza de España y Títulos del Reino
Los grandes de España son representados hoy en día a través de la Diputación Permanente de la Grandeza y Consejo de la Grandeza de España, la cual ocupa el vértice de la pirámide formada por el asociacionismo nobiliario de los grandes de España. 
La diputación fue creada en 1815, por decisión real, como órgano rector de una corporación institucional formada solamente por los grandes, tanto grandezas cargadas sobre títulos como las personales. Sus estatutos se reformaron por real orden de 21 de julio de 1915 y luego en 1999.
Su naturaleza es sin duda especial, no solo por cuanto agrupa en la actualidad únicamente a los grandes y títulos del reino, que constituyen la única nobleza legalmente regulada, sino también por sus funciones asesoras de la administración pública y del rey en cuanto a su prerrogativa constitucional sobre honores y distinciones y sobre sucesión y rehabilitación de títulos nobiliarios.
Desde la reforma de 1999 la Diputación Permanente y Consejo de la Grandeza de España es una corporación integrada tanto por grandes como por títulos del reino, aunque mantiene inalterada su denominación tradicional. Su gobierno se estructura a través de asambleas ordinarias y extraordinarias y de una diputación permanente y consejo compuesto por el decano y sesenta diputados; de estos, cuarenta y el decano elegidos entre los grandes, y veinte elegidos entre los títulos del reino sin grandeza; además, hay dos diputados más en representación de cada cuerpo de nobleza, maestranza y por cada orden militar (Real Consejo de Órdenes). El desempeño de los cargos es por cuatro años y sus titulares son reelegibles.